# Alhambra (Bruxelles)
Pour les articles homonymes, voir Alhambra.

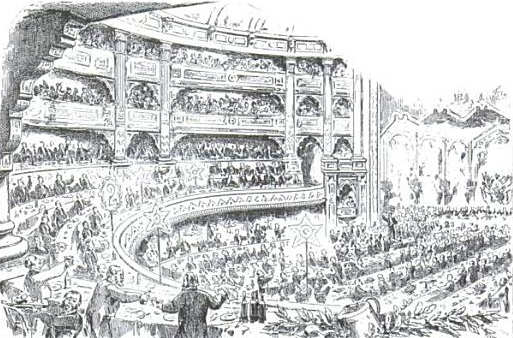
Esquisse de l'intérieur.

Le Théâtre de l'Alhambra (en néerlandais : Alhambra-schouwburg) est un théâtre qui était à l'époque la plus grande salle de théâtre de Bruxelles.

## Histoire
La salle est ouverte en 1846 sous le nom de Théâtre du Cirque (en néerlandais : Cirk-Schouwburg). Initialement, des spectacles de cirque y étaient principalement présentés, qui à l'époque consistaient surtout en des spectacles de dressage de chevaux. Le nom de l'actuelle rue du Cirque, où se trouvait l'ancienne entrée, fait encore référence à cette fonction. À partir de 1871, le nom « Alhambra » est utilisé et en 1874, l'entrée principale est située sur le tout récent boulevard de la Senne (aujourd'hui boulevard Émile Jacqmain). À partir de 1867 et jusqu'à la saison 1887-1888, lorsque le nouveau théâtre flamand de la rue de Laeken est ouvert, de nombreuses représentations de théâtre et d'opéra en néerlandais ont lieu dans ce bâtiment. Le théâtre est souvent visité par des compagnies itinérantes de toutes sortes. Il changeait aussi régulièrement de propriétaires et d'exploitants. En conséquence, des types de représentations très divers ont eu lieu : outre le théâtre francophone et néerlandophone, l'opéra, l'opérette, les spectacles de variétés, le théâtre de revue, le music-hall et les grandes pièces de spectacle, la salle est également utilisée pour des réunions politiques telles que la Congrès de la Première Internationale en 1868. Grâce à la bonne acoustique de la salle, de nombreux concerts de musique classique ont également lieu. Pendant la Première Guerre mondiale et encore pendant la Seconde Guerre mondiale, la salle est réquisitionnée par les forces d'occupation et utilisée, entre autres, pour des manifestations de militantisme et autres mouvements collaborationnistes. Pendant l'entre-deux-guerres et après la Seconde Guerre mondiale, de plus en plus de représentations de grandes stars internationales ont lieu. Le théâtre ferme ses portes en 1957. Après des années de négligence, le bâtiment est démoli en 1973.

## L'Alhambra
En 1871, le théâtre est acheté par des investisseurs britanniques. Depuis le 5 août, la salle est rénovée dans un style mauresque selon le concept de l'Alhambra de Londres. Non seulement le théâtre est rebaptisé, mais aussi la décoration intérieure et la programmation sont adaptées à l'exemple londonien. Dans un cadre luxueux et richement décoré, l'objectif était d'offrir au public bruxellois un répertoire similaire composé principalement de pantomime, de féerie et de ballet et visant avant tout le plaisir visuel. La décoration et l'éclairage sont entièrement revus. Autour du devant de la scène, du premier balcon et du tambour du dôme, d'innombrables brûleurs à gaz étaient placés, qui scintillaient dans des sphères de verre dépoli et rappelaient un chapelet de perles de lumière. La décoration se composait également d'arabesques richement dorées, d'arcs en éventail et d'arcs en fer à cheval polylobés. La décoration du plafond peinte sur toile par l'Anversois Govaerts est supprimée et remplacée par un dôme ajouré de style byzantin à travers lequel un ciel nocturne était visible. Cette voûte est désormais éclairée par un lustre, en partie incorporé au plafond, dont la lumière est réfléchie par des réflecteurs. Ce « soleil brûlant » s'inspire également d'exemples londoniens. La machinerie du théâtre est également adaptée aux normes anglaises les plus modernes.
Après la voûtement de la Senne, le boulevard de la Senne est aménagé et l'édifice est doté d'une façade spectaculaire par Jean-Pierre Cluysenaar (1874). Sous une travée voûtée se tenaient quatre statues, incarnant le Drame, la Tragédie, la Danse et la Comédie.
Avant 1887, lorsque le théâtre de la rue de Laeken — dénommé plus tard Théâtre royal flamand (Koninklijke Vlaamse Schouwburg, KVS — est ouvert, du théâtre de langue néerlandaise est joué. Il continue d'y avoir des allées et venues de metteurs en scène et de concepts, mais aussi de nouveautés (le ragtime de John Philip Sousa en 1903) et de célébrités comme Sarah Bernhardt.

## Première Guerre mondiale: temple de l'activisme
Lors de la Première Guerre mondiale, les Allemands réclament le théâtre au propriétaire britannique. Les militants y prêtèrent attention et en décembre 1915, Adolf Clauwaert reçoit l'autorisation de lancer son Vlaamsch Toneel.
En 1916 et 1917, la commémoration de la bataille des éperons d'or y a lieu au cours de laquelle August Borms s'adresse à ses partisans. Lors d'un meeting organisé par la Groeningerwacht, les militants retirent leur confiance au gouvernement belge et expriment l'espoir que l'Allemagne accorde l'indépendance politique à la Flandre (11 novembre 1917). Cela est suivi d'un plébiscite organisé sur l'indépendance (20 janvier 1918), au cours duquel des sympathisants présélectionnés sont autorisés à ratifier la décision déjà prise mais jusque-là secrète du Conseil de Flandre. Cela s'est fait à l'unanimité.
Quelques semaines avant l'armistice, il y a une autre réunion de propagande avec des soldats de première ligne, dont Karel De Schaepdrijver.

## Entre-deux-guerres
En avril 1919, l'Alhambra rouvrit sous le grand imprésario français Léon Volterra. Il organise des revues populaires avec des animateurs comme la populaire Esther Deltenre, mais aussi du jazz : en 1920, Louis Mitchell et ses Jazz Kings émerveillent le public belge. Celle-ci verra également un cortège de grands noms : Charles Trenet, Tino Rossi, Maurice Chevalier, Joséphine Baker, Luis Mariano, Fernandel, Laurel et Hardy...
Les frères Van Stalle ont repris les rênes de l'Alhambra en 1933 et y ont joué des opérettes populaires. Après une performance réussie de Jeanette MacDonald, c'était principalement de style américain.

## Seconde Guerre mondiale: collaboration culturelle
Pour l'Alhambra, la Seconde Guerre mondiale commence comme la première : avec une revendication en faveur d'Adolf Clauwaert. Auparavant, cependant, la salle fut rénovée en un magnifique théâtre d'opéra (1942). Il y a aussi une nouvelle peinture au plafond. En plus du théâtre, la programmation de Clauwaert comprenait également de l'opéra, du ballet et des concerts. La pièce de collaboration Resurrection y est également jouée. Cependant, la participation est décevante et Jozef Sterkens d'Anvers prend la relève en 1943. Son théâtre populaire a plus de succès, mais est interrompu par la libération.

## Fermeture et démolition
Après la guerre, l'activité reprend, d'abord comme théâtre militaire. Les productions francophones avec des opérettes de Francis Lopez et des spectacles de Luis Mariano et Annie Cordy, entre autres, reviennent, mais l'Alhambra n'est plus rentable et ferme ses portes le 30 mai 1957. La salle a été négligée de sorte qu'en 1973, des raisons de sécurité ont pu être invoquées pour démolir le théâtre - au milieu de fortes protestations. Il est apparu que les statues de façade retirées étaient d'Auguste Rodin et non de Charles Van der Stappen comme on le supposait jusque-là.
Le nouvel édifice, édifié au bout de quinze ans, est doté d'un fronton et d'une arcade de verre, destinés à rappeler son illustre prédécesseur. Le nom du quartier, Alhambra, rappelle également le théâtre.